# Mazaea
Mazaea is een geslacht van rechtvleugeligen uit de familie veldsprinkhanen (Acrididae). De wetenschappelijke naam van dit geslacht is voor het eerst geldig gepubliceerd in 1876 door Stål.

## Soorten
Het geslacht Mazaea  is monotypisch en omvat slechts de volgende soort:
- Mazaea granulosa (Stål, 1876)